# Mylie Fletcher
Mylie E. Fletcher va ser un tirador canadenc que va competir a començaments del segle xx. El 1908 va prendre part en els Jocs Olímpics de Londres, on guanyà una medalla de plata en la prova de fossa olímpica per equips. En aquests mateixos Jocs fou setè en la prova individual.